# José Zelaya
José Alfredo Zelaya (San Miguel de Tucumán, 6 de diciembre de 1968) es un exfutbolista argentino. Se desempeñaba como delantero y fue muy recordado por su paso por los clubes más grandes de Tucumán, Atlético y San Martín, y por su paso por Talleres, donde consiguió el único título de su carrera.
Es el tío del futbolista Emilio Zelaya.

## Trayectoria

### Inicios en Tucumán
José Alfredo Zelaya, a los 14 años, decidió probar suerte en Central Norte. Allí comenzó a conocer todos los secretos del deporte. Su frialdad a la hora de definir captó la atención de varios clubes. Con 21 años terminó arreglando para jugar en Atlético. Después San Martín lo compró para reforzar el plantel cuando ascendió a la Primera división de la AFA. Fue uno de los pases más recordados del fútbol tucumano.

### Llegada a Talleres
Llegó a Talleres desde San Martín de Tucumán, donde había sido figura, y en la "T" confirmó su condición. Su recuerdo en el club está asociado al quiebre de la larga paternidad en el Clásico Cordobés, el día que le anotó tres goles a Belgrano en un rotundo 5-0. Además, con este equipo logró el ascenso a Primera División en el año 1998 frente al mismo rival. El gol del 1-0 en el partido de ida de la final, fue anotado por el "Cachi". En una oportunidad, jugando para el "albiazul", llegó a anotarle 5 tantos a Huracán de Corrientes en la victoria 6-0 el 13 de diciembre de 1997. Este partido quedó como la máxima goleada de Talleres en un partido de Primera B Nacional.

### Paso por el exterior
Luego pasó a préstamo al Mérida de España, donde no llegó a jugar ningún partido. Regresó a Talleres, pero por problemas con el director técnico Ricardo Gareca fue vendido al Atlante, donde permaneció una temporada.

### Regreso al país y retiro
Volvió a la Argentina para recalar en Olimpo. Jugó una temporada y fue transferido a San Martín de San Juan. No tuvo mucho lugar en el equipo, y en el año 2002 concretó su retiro.

## Clubes
| Club              | País      | Años      | Partidos | Goles |
| ----------------- | --------- | --------- | -------- | ----- |
| Central Norte (T) | Argentina | 1989-1990 |          |       |
| Atlético (T)      | Argentina | 1990-1992 | 114      | 29    |
| San Martín (T)    | Argentina | 1992-1996 | 115      | 50    |
| Talleres          | Argentina | 1996-1999 | 119      | 49    |
| Mérida            | España    | 1999      | 0        | 0     |
| Atlante           | México    | 1999-2000 | 21       | 6     |
| Talleres          | Argentina | 2000-2001 | 16       | 2     |
| Olimpo            | Argentina | 2001      | 23       | 10    |
| San Martín (SJ)   | Argentina | 2002      | 4        | 0     |
| Total             |           | 1990-2002 | 412      | 146   |

## Palmarés
| Título             | Club     | País      | Año  |
| ------------------ | -------- | --------- | ---- |
| Primera B Nacional | Talleres | Argentina | 1998 |